# 大連行進曲
「大連行進曲」（だいれんこうしんきょく）は、日本統治時代の関東州の州庁所在地である大連市の行進曲。
作詞および作曲は不明。